# Fríðrún Olsen
Fríðrún Olsen (* 29. April 1991; geborene Danielsen) ist eine ehemalige färöische Fußballspielerin, die für Skála ÍF und EB/Streymur/Skála spielte. Für die Nationalmannschaft war sie ebenfalls aktiv.

## Verein
Olsen kam aus der Jugend des Vereins Skála ÍF in die erste Mannschaft und gab 2007 im Alter von 16 Jahren ihr Debüt im Pokal. Bei der 0:9-Auswärtsniederlage in der 1. Runde gegen B36 Tórshavn spielte sie über die volle Spielzeit. Am Ende der Saison gelang Skála als Erstplatzierter der Aufstieg in die erste Liga. Dort wurde sie schnell Stammspielerin und absolvierte ihr erstes Spiel in der höchsten Liga am zweiten Spieltag bei der 1:2-Heimniederlage gegen Víkingur Gøta. Ihr erstes Tor erzielte sie zum 1:1-Ausgleich bei der 1:3-Auswärtsniederlage gegen denselben Gegner am achten Spieltag. 2010 stand sie im Pokalfinale gegen KÍ Klaksvík, welches mit 0:1 verloren wurde. 2013 fusionierte der Verein mit EB/Streymur zu EB/Streymur/Skála. 2015 erreichte sie mit ihrer Mannschaft das Pokalfinale und unterlag gegen KÍ Klaksvík mit 1:2. 2017 und 2018 gewann sie an der Seite von Íðunn Egilstoft, Anna Hansen, Durita Hummeland, Ansy Jakobsen, Sigrun Kristiansen, Lea Lisberg, Margunn Lindholm, Birna Mikkelsen und Heidi Sevdal die färöische Meisterschaft. Nach einer zweijährigen Auszeit kehrte sie 2021 für eine Saison nochmal zurück.

### Europapokal
2010 wurde Olsen von Skála ÍF an KÍ Klaksvík für die Zeit der Europapokalspiele ausgeliehen, so dass sie in dieser Saison ihre einzigen drei Spiele in der UEFA Women’s Champions League bestritt. Zu ihrem ersten Einsatz kam sie bei der 0:6-Niederlage gegen Everton LFC.

## Nationalmannschaft
Für die Nationalmannschaft der Färöer bestritt Olsen 31 Länderspiele. Das erste erfolgte gemeinsam mit Steintóra G. Joensen am 10. Mai 2008 beim 0:0 im Freundschaftsspiel gegen Kasachstan in Junglinster, wobei sie in der 44. Minute für Rakul Magnussen eingewechselt wurde. Ihr erstes von bisher zwei Toren erzielte sie zum 5:0 beim 6:0-Auswärtssieg im Freundschaftsspiel gegen Luxemburg in Niederkorn. Ihr letztes Spiel bestritt Josephsen am 9. April 2015 im EM-Qualifikationsspiel gegen Malta in Ħamrun, welches mit 4:2 gewonnen wurde.

## Erfolge
- 2× Färöischer Meister: 2017, 2018